# زندگی خیلی کوتاه است (مجموعه تلویزیونی)
زندگی خیلی کوتاه است (انگلیسی: Life's Too Short) یک مجموعهٔ مستندنما بریتانیایی در ژانر کمدی موقعیت است توسط ریکی جرویز و استیون مرچنت از ایده‌ای از وارویک دیویس دربارهٔ «زندگی یک کوتاه شوبیز» نوشته شده‌است. دیویس یک نسخه خیالی از خودش بازی می‌کند و هر دو جرویس و مرچنت در نقش‌های فرعی خود ظاهر می‌شوند. پخش برنامه در بی‌بی‌سی دو در ۱۰ نوامبر ۲۰۱۱ آغاز شد. کانال کابلی ویژه اچ‌بی‌او، که با بی‌بی‌سی این سریال را تهیه کرده‌است، دارای حق انتتشار در ایالات متحده است و این سریال را از ۱۹ فوریه ۲۰۱۲ پخش کرد.